# 4145 Maximova
A 4145 Maximova (ideiglenes jelöléssel 1981 SJ7) a Naprendszer kisbolygóövében található aszteroida. Ljudmilla Vasziljevna Zsuravljova fedezte fel 1981. szeptember 29-én.